# 高加索犬

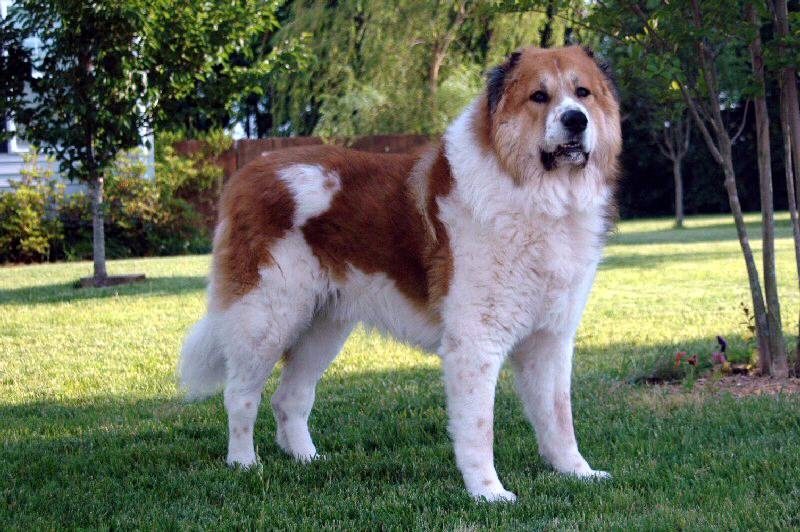
高加索犬

高加索犬（Caucasian Sheepdog），原產地為俄羅斯高加索地區，血統源自中亞的獒犬，體形大於藏獒，是世界最大型的犬種之一，蘇聯時期就已深受政府重視，且立法管制。

## 概述
成犬身高約64到75公分，體重約45到80公斤；有三層毛，毛髮又多又長，外層粗糙、內層細軟，還有一層防水毛。(如果居住在較熱環境，且繁殖多代，可能毛髮會變短)
，體格強健，忠於主人，擁有強烈護衛本能及非常大的殺傷力，有傳與藏獒有血緣關係。
20世纪60年代曾一度出口到東德，擔任當時柏林圍牆巡邏的邊境巡邏犬。高加索犬的毛色有很多種，大多數顏色都被認可，以黑色和黄色居多，而純黑、藍色及豬肝色之任何形態(素色、花色等)皆不被認可。對陌生人的攻擊性極強，需要從幼犬開始訓練服從性，否則習慣一旦形成，成犬時期很難改變。(註：純豬肝色的定義為任何型態之棕，從髮根至髮尾單一顏色。若為底部淺色、尖端深色等多層次色澤則不在此限。)

## 飲食
吃碳水化合物，如：飯和肉。雞肉、牛肉可以補充基本營養，還可以吃蛋。狗糧盡量選用優質的，佔食物總量的50%，蛋白質總和佔食物總量的30-50%甚至更多，雞蛋每天一個即可，鈣應從日常飲食中補充，盡量不要使用鈣片之類的補充品，不但會縮短生長期，更會把多餘的鈣積聚在肋骨。

## 成長
高加索犬屬於晚熟品種，成長期長達兩年，是普通狗的成長期的兩倍半。高加索犬由出生第3個月開始進入第一次尷尬期，在3至8個月期間狗會變得消瘦，毛量減少，在這階段亦會換胎毛及換牙齒；在8至12個月進入調整期，這時候的狗會回復正常生長。踏入12至18個月，高加索犬進入第二次尷尬期，在此期間狗又會變得消瘦，體型和骨骼變得不協調；在18個月以後，狗逐漸變強壯，頭部也開始慢慢變大，性格開始兇猛，領地意識加強，2歲正式成年。

## 注意事項
高加索犬因體型龐大，胃也很大，因此一旦進食大量食物，胃部很容易擺蕩，最好讓其休息三十分鐘至一小時，避免造成胃扭轉，從而失救致死。

## 繁殖
高加索的體態會因父母基因而定。由於此犬種較稀有，故挑好的血統是很重要的，小心肘關節發育不全症、髖關節發育不全症及巨食道等大型犬的常見疾病。公犬在2歲以後可開始配種，母犬第一次發情一般在十個月左右，第一次不配種，第二次發情以後可以配種。
(餵完食物的2小時以後可開始，配種環境要儘量安靜，在場人員越少越好。配種完畢後，狗不要馬上拉走，要讓公犬在原地自我清理完畢後，再帶回犬舍。一胎誔下五至十二隻，請衡量能否替所有幼犬找到合適的新家，也確保他們擁有最值得延續的血統再繁殖 。)